# کیان دانکن
کیان دانکن (انگلیسی: Kian Duncan؛ زادهٔ ۲۶ مهٔ ۲۰۰۰) بازیکن فوتبال است.
وی همچنین در تیم ملی فوتبال آنگویلا بازی کرده‌است.